# Tipula (Pterelachisus) luridorostris
Tipula (Pterelachisus) luridorostris is een tweevleugelige uit de familie langpootmuggen (Tipulidae). De soort komt voor in het Palearctisch gebied.